# Free Agents: The Murda Mixtape
Free Agents: The Murda Mixtape är ett hiphop-album av Mobb Deep som producerades i jakten på ett nytt skivbolag efter kontraktförlusten med Loud Records. Albumet släpptes hos Landspeed Records den 22 augusti 2003.

## Låtlista
CD 1
- This Is Not Supposed To Be Positive... (Intro)
- Solidified
- Survival of the Fittest 2003
- Paid In Full
- Double Shots (med Big Noyd)
- What Can I Do?
- Favorite Rapper
- Lets Pop (med Dog)
- It's Over
- The Illest
- Just Got Out The Box... (Skit)
- Narcotic
- Clap First
- Watch That Nigga
- Came Up
- Don't Call Tasha
- One Tribe... (Skit)
- Cradle To The Grave
- Tough Love
- Can't Fuck With Us
- Right Back At You
- Shook Ones

CD 2
- Burn Something (med Littles)
- Get Back (Remix) (med Big Noyd)
- Serious (The New Message)
- The Midnight Creep (med Twin)
- Fourth Of July (med Alchemist, Evidence, Twin)
- Backwards
- Bang Bang
- Air It Out
- Bump That (med 50 Cent, Big Noyd)
- The Family (Skit)
- Mobb N******
- Killa Queens (med Big Noyd)
- We Don't Give A...
- B.I.G. T.W.I.N.S.
- Thun & Kicko
- What's Poppin'
- The Heat Is On (Unreleased Version) (med Godfather Don)
- Where You At?
- Thug Chronicles (Unreleased Version)